# Kvalifikace na Mistrovství světa ve fotbale 1998 (UEFA) – skupina 3
Zápasy této kvalifikační skupiny na Mistrovství světa ve fotbale 1998 se konaly v letech 1996 a 1997. Z pěti účastníků si postup na závěrečný turnaj zajistil vítěz skupiny. Druhý tým skupiny hrál buď baráž, nebo postoupil také přímo (pokud byl nejlepší v žebříčku týmů na druhých místech).

## Tabulka
| Poř. | Tým         | B  | Z | V | R | P | VG | IG | +/- |
| ---- | ----------- | -- | - | - | - | - | -- | -- | --- |
| 1    | Norsko      | 20 | 8 | 6 | 2 | 0 | 21 | 2  | 19  |
| 2    | Maďarsko    | 12 | 8 | 3 | 3 | 2 | 10 | 8  | 2   |
| 3    | Finsko      | 11 | 8 | 3 | 2 | 3 | 11 | 12 | -1  |
| 4    | Švýcarsko   | 10 | 8 | 3 | 1 | 4 | 11 | 12 | -1  |
| 5    | Ázerbájdžán | 3  | 8 | 1 | 0 | 7 | 3  | 22 | -19 |

## Zápasy
| 2. června 1996                                   |          |             |                                                                     |
| Norsko                                           | 5 – 0    | Ázerbájdžán | Ullevaal, Oslo diváci: 14 020 rozhodčí: Alan Snoddy (Severní Irsko) |
| Solbakken 7', 46' Solskjær 37', 89' Strandli 59' | (Report) |             | Ullevaal, Oslo diváci: 14 020 rozhodčí: Alan Snoddy (Severní Irsko) |

| 31. srpna 1996 |          |           |                                                                                |
| Ázerbájdžán    | 1 – 0    | Švýcarsko | Tofik Bakhramov Stadium, Baku diváci: 15 000 rozhodčí: Ryszard Wójcik (Polsko) |
| Rzayev 28'     | (Report) |           | Tofik Bakhramov Stadium, Baku diváci: 15 000 rozhodčí: Ryszard Wójcik (Polsko) |

| 1. září 1996 |          |        |                                                                         |
| Maďarsko     | 1 – 0    | Finsko | Nepstadion, Budapešť diváci: 14 500 rozhodčí: Hartmut Strampe (Německo) |
| Orosz 15'    | (Report) |        | Nepstadion, Budapešť diváci: 14 500 rozhodčí: Hartmut Strampe (Německo) |

| 6. října 1996                 |          |                                   |                                                                              |
| Finsko                        | 2 – 3    | Švýcarsko                         | Olympiastadion, Helsinky diváci: 7 217 rozhodčí: Gylfi Thor Orrason (Island) |
| Sumiala 41' (pen.) Kolkka 77' | (Report) | Lombardo 14' Sforza 34' Yakin 54' | Olympiastadion, Helsinky diváci: 7 217 rozhodčí: Gylfi Thor Orrason (Island) |

| 9. října 1996               |          |          |                                                               |
| Norsko                      | 3 – 0    | Maďarsko | Ullevaal, Oslo diváci: 24 480 rozhodčí: Hugh Dallas (Skotsko) |
| Rekdal 83', 89', 90' (pen.) | (Report) |          | Ullevaal, Oslo diváci: 24 480 rozhodčí: Hugh Dallas (Skotsko) |

| 10. listopadu 1996 |          |                 |                                                                              |
| Švýcarsko          | 0 – 1    | Norsko          | Wankdorf Stadion, Bern diváci: 22 000 rozhodčí: Manuel Díaz Vega (Španělsko) |
|                    | (Report) | Leonhardsen 32' | Wankdorf Stadion, Bern diváci: 22 000 rozhodčí: Manuel Díaz Vega (Španělsko) |

| 10. listopadu 1996 |          |                                  |                                                                                     |
| Ázerbájdžán        | 0 – 3    | Maďarsko                         | Tofik Bakhramov Stadium, Baku diváci: 30 000 rozhodčí: Dragutin Poljak (Chorvatsko) |
|                    | (Report) | Nyilas 42', 67' (pen.) Urbán 77' | Tofik Bakhramov Stadium, Baku diváci: 30 000 rozhodčí: Dragutin Poljak (Chorvatsko) |

| 2. dubna 1997         |          |                              |                                                                             |
| Ázerbájdžán           | 1 – 2    | Finsko                       | Tofik Bakhramov Stadium, Baku diváci: 19 000 rozhodčí: Graham Poll (Anglie) |
| Suleymanov 83' (pen.) | (Report) | Litmanen 26' Paatelainen 64' | Tofik Bakhramov Stadium, Baku diváci: 19 000 rozhodčí: Graham Poll (Anglie) |

| 30. dubna 1997 |          |             |                                                               |
| Norsko         | 1 – 1    | Finsko      | Ullevaal, Oslo diváci: 22 782 rozhodčí: Markus Merk (Německo) |
| Solskjær 83'   | (Report) | Sumiala 60' | Ullevaal, Oslo diváci: 22 782 rozhodčí: Markus Merk (Německo) |

| 30. dubna 1997 |          |          |                                                                  |
| Švýcarsko      | 1 – 0    | Maďarsko | Hardturm, Curych diváci: 17 300 rozhodčí: Leif Sundell (Švédsko) |
| Türkyilmaz 83' | (Report) |          | Hardturm, Curych diváci: 17 300 rozhodčí: Leif Sundell (Švédsko) |

| 8. června 1997 |          |         |                                                                      |
| Maďarsko       | 1 – 1    | Norsko  | Nepstadion, Budapešť diváci: 25 300 rozhodčí: David Elleray (Anglie) |
| Kovács 22'     | (Report) | Rudi 9' | Nepstadion, Budapešť diváci: 25 300 rozhodčí: David Elleray (Anglie) |

| 8. června 1997                       |          |             |                                                                             |
| Finsko                               | 3 – 0    | Ázerbájdžán | Olympiastadion, Helsinky diváci: 13 417 rozhodčí: Alain Hamer (Lucembursko) |
| Vanhala 60' Litmanen 65' Sumiala 82' | (Report) |             | Olympiastadion, Helsinky diváci: 13 417 rozhodčí: Alain Hamer (Lucembursko) |

| 20. srpna 1997 |          |                                             |                                                                          |
| Finsko         | 0 – 4    | Norsko                                      | Olympiastadion, Helsinky diváci: 35 520 rozhodčí: Vadim Zhuk (Bělorusko) |
|                | (Report) | Solbakken 9' Rudi 12' J.Flo 48' T.A.Flo 84' | Olympiastadion, Helsinky diváci: 35 520 rozhodčí: Vadim Zhuk (Bělorusko) |

| 20. srpna 1997 |          |                 |                                                                      |
| Maďarsko       | 1 – 1    | Švýcarsko       | Nepstadion, Budapešť diváci: 40 000 rozhodčí: Michel Piraux (Belgie) |
| Klausz 52'     | (Report) | Chapuisat 90+1' | Nepstadion, Budapešť diváci: 40 000 rozhodčí: Michel Piraux (Belgie) |

| 6. září 1997 |          |             |                                                                                |
| Ázerbájdžán  | 0 – 1    | Norsko      | Tofik Bakhramov Stadium, Baku diváci: 10 000 rozhodčí: Günter Benkö (Rakousko) |
|              | (Report) | T.A.Flo 42' | Tofik Bakhramov Stadium, Baku diváci: 10 000 rozhodčí: Günter Benkö (Rakousko) |

| 6. září 1997 |          |                          |                                                                                            |
| Švýcarsko    | 1 – 2    | Finsko                   | Stade Olympique de la Pontaise, Lausanne diváci: 15 000 rozhodčí: Stefano Braschi (Itálie) |
| Kunz 90+1'   | (Report) | Litmanen 16' Sumiala 79' | Stade Olympique de la Pontaise, Lausanne diváci: 15 000 rozhodčí: Stefano Braschi (Itálie) |

| 10. září 1997                                                  |          |           |                                                                |
| Norsko                                                         | 5 – 0    | Švýcarsko | Ullevaal, Oslo diváci: 22 603 rozhodčí: Hellmut Krug (Německo) |
| Jakobsen 46' Solbakken 51' Eggen 65' Østenstad 75' T.A.Flo 85' | (Report) |           | Ullevaal, Oslo diváci: 22 603 rozhodčí: Hellmut Krug (Německo) |

| 10. září 1997                       |          |             |                                                                        |
| Maďarsko                            | 3 – 1    | Ázerbájdžán | Nepstadion, Budapešť diváci: 8 112 rozhodčí: Atanas Uzunov (Bulharsko) |
| Klausz 8' Halmai 44' Béla Illés 89' | (Report) | Lychkin 71' | Nepstadion, Budapešť diváci: 8 112 rozhodčí: Atanas Uzunov (Bulharsko) |

| 11. října 1997 |          |             |                                                                             |
| Finsko         | 1 – 1    | Maďarsko    | Olympiastadion, Helsinky diváci: 31 670 rozhodčí: Bernd Heynemann (Německo) |
| Sumiala 63'    | (Report) | Sebők 90+1' | Olympiastadion, Helsinky diváci: 31 670 rozhodčí: Bernd Heynemann (Německo) |

| 11. října 1997                                          |          |             |                                                                   |
| Švýcarsko                                               | 5 – 0    | Ázerbájdžán | Hardturm, Curych diváci: 7 600 rozhodčí: John Rowbotham (Skotsko) |
| Türkyilmaz 13', 23', 69' (pen.) Yakin 43' Chapuisat 51' | (Report) |             | Hardturm, Curych diváci: 7 600 rozhodčí: John Rowbotham (Skotsko) |